# Чегодаевка (Башкортостан)
Чегодаевка (баш. Чегодаевка) — деревня в Стерлибашевском районе Республики Башкортостан Российской Федерации. Входит в состав Старокалкашевского сельсовета.

## География

### Географическое положение
Расстояние до:
- районного центра (Стерлибашево): 19 км,
- центра сельсовета (Старый Калкаш): 7 км,
- ближайшей ж/д станции (Стерлитамак): 49 км.

## Население
| 2002 | 2009 | 2010 |
| ---- | ---- | ---- |
| 74   | ↘70  | ↘60  |

Согласно переписи 2002 года, преобладающая национальность — русские (54 %).